# キキ・パーマー
ローレン・ケヤナ・“キキ”・パーマー（Keke Palmer, 1993年8月26日 - ）は、アメリカ合衆国の歌手、女優、声優。

## 来歴
イリノイ州ハーヴェイ出身。
2003年に放送された『アメリカン・ジュニアズ』に出場。しかし放送されず、同年に打ち切りが決定した。
2005年にアトランティック・レコードと契約。2008年から3年間放送された『True Jackson, VP』に主演、出演料2万ドルを支払った。

## 主な作品

### 映画
- ドリームズ・カム・トゥルー（2006）
- ジャンプ・イン! Jump In! (2007)
- ザ・クリーナー 消された殺人 Cleaner (2007)
- アイス・エイジ4/パイレーツ大冒険 Ice Age: Continental Drift (2012)
- ジョイフル♪ノイズ Joyful Noise (2012)
- アイス・エイジ5/止めろ! 惑星大衝突 Ice Age: Collision Course (2016)
- ハスラーズ Hustlers (2019)
- アリス Alice (2022)
- バズ・ライトイヤー Lightyear (2022)
- NOPE/ノープ Nope (2022)
- アンダー・ザ・ボードウォーク Under the Boardwalk (2023)
- This Is Me… Now ディス・イズ・ミー… ナウ This Is Me... Now: A Love Story (2024)
- 立ち退き回避のススメ One of Them Days (2025)
- ザ・ピックアップ 〜恋の強盗大作戦〜 The Pickup (2025)

### テレビ
- True Jackson, VP
- Winx Club（アイシャの声）

## ディスコグラフィ
- So Uncool (2007)
- Awaken (2011)
- Keke Palmer (2012)